# Surinaamse parlementsverkiezingen 2000/Kandidatenlijst/Coronie
Dit is de lijst van kandidaten voor de Surinaamse parlementsverkiezingen in 2020 in Coronie. De verkiezingen vinden plaats op 25 mei 2000.
De onderstaande deelnemers kandideerden op grond van het districten-evenredigheidsstelsel voor een zetel in De Nationale Assemblée. Elk district heeft een eigen lijsttrekker. Los van deze lijst vinden tegelijkertijd de verkiezingen van de ressortraden plaats. Daarvoor geldt het personenmeerderheidsstelsel. De kandidaten voor de ressortraden staan hieronder niet genoemd.

## Kandidaten
Hieronder volgen de kandidatenlijsten op alfabetische volgorde per politieke partij.

### Basispartij voor Vernieuwing en Democratie(BVD): 68
1. Reinier J. Nibte: 43
2. Henna M. Boldewijn: 25

### Democratisch Alternatief '91(DA'91): 6
1. Mildred S. Mase: 5
2. Remon T. Molly: 1

### Democratisch Nationaal Platform 2000(DNP 2000): 191
1. Ewald L.W. Bendt: 121
2. Eugene R. Jasatirta: 70

### Millenniumcombinatie (MC): 333
1. Remie Rogman Tarnadi (NDP): 289
2. B. Rozenblad-Van Daal: 44

### Nieuw Front(NF): 414
1. Harold L.J. Bendt (NPS): 286
2. Joan Hèlen Wielzen (NPS): 128

### Progressieve Arbeiders en Landbouwers Unie(PALU): 417
1. Anton Reinier Paal: 355
2. Marius F. Lamsberg: 62

### Progressieve Surinaamse Volkspartij(PSV): 18
1. Alfred L. Trustfull: 15
2. Reinier P. Windzak: 3